# Морли, Томас
Томас Морли (англ. Thomas Morley; 1557 или 1558, Норидж — октябрь 1602, Лондон) — английский композитор, теоретик музыки и нотоиздатель.

## Биография
Томас Морли родился в Норидже, в семье пивовара. Документальных сведений о первоначальном музыкальном образовании Морли нет. Вероятней всего, был хористом в кафедральном соборе родного города, где в 1583—1587 годах работал в должности органиста и капельмейстера. Возможно, учился у У. Бёрда, которого почтительно называет «master» в посвятительном предисловии к своему музыкальному трактату (напечатанному в зрелые годы, в 1597). В 1588 году окончил Оксфордский университет со степенью бакалавра музыки. В 1589 году переехал в Лондон, где служил органистом в Соборе св. Павла, а в 1592—1602 годах — в Королевской капелле (был её регулярным членом, или «джентльменом»).
Предполагают, что в Лондоне в 1590-е годы Морли общался с представителями театральных сообществ; неоднократно обсуждалось возможное знакомство Морли с Шекспиром (они жили в одном месте, Bishopsgate); однако, никаких документов, подтверждающих такое знакомство, нет. В 1593 году вышла в свет первая публикация музыкальных сочинений Морли — сборник трёхголосных канцонетт (англ. Canzonets), который автор посвятил графине Пемброк. В дальнейшем напечатал ещё несколько сборников канцонетт. В 1594 году опубликовал первый сборник собственных (английских) мадригалов для четырёх и пяти голосов, в 1595 году — сборник пятиголосных баллетто.
В 1598 году Морли получил новую королевскую лицензию на издание книг, нот и «линованной» (т.е. нотной) бумаги. Расширяя сферу своей издательской деятельности, Морли рассчитывал заработать не столько на нотах, сколько на стихотворных переложениях Псалтири (т.наз. «метрической» Псалтири), которые у тогдашних протестантов были в большом ходу. Как нотоиздатель, способствовал распространению в Англии итальянской светской музыки (прежде всего, мадригалов). Среди прочих печатал сочинения Дж. Анерио, А. Феррабоско, Л. Маренцио, О. Векки, Л. Виаданы.
В поздние годы Морли продолжал издавать собственные сочинения, в сборнике «Первая книга арий» (1600). Кроме того, в 1599 году сборнике «Первая книга упражнений для консорта, сочинённая наилучшими авторами», он опубликовал ряд пьес английских авторов (в том числе, Дж. Доуленда, П. Филипса и Ж. Фарнеби) в собственном переложении для секстета инструментов. Особое значение в истории музыки приобрёл сборник «Триумфы Орианы» (1601), в который вошли мадригалы 22 современных композиторов и 2 мадригала самого Морли, посвящённые загадочной Ориане. Ценность антологии — в представительной картине разнообразных стилей и техник композиции, господствовавших в английской музыке конца XVI века.
О последних годах жизни Морли почти ничего неизвестно, кроме того, что в предисловиях к своим поздним изданиям он жалуется на болезнь. Считается, что Морли умер в расцвете лет, в октябре 1602 года, с учётом даты элегии Т. Уилкса «Воспоминание о моём друге Томасе Морли» (с инципитом «Death hath deprived me of my dearest friend»).

## Творчество
Неизвестно, кто и когда привил Морли вкус к итальянской ренессансной музыке; очевиден лишь факт, что Морли был её страстным пропагандистом и как издатель, и как композитор, и как музыковед. Он первым начал популяризировать в Англии мадригал, сам написал десятки мадригалов на английском языке (из наиболее известных — «April is in my mistress’ face» и «On a fair morning, as I came by the way»). Морли был отличным полифонистом, но в равной степени владел и письмом в новейшем гомофонно-гармоническом складе. Он ввёл в употребление в Англии жанр баллетто по стилистической модели Дж. Гастольди (наиболее известно «Now is the month of maying»). Аналогичным образом, английские канцонетты сочинялись по «итальянской» модели Ф. Анерио. В общей сложности, мадригалы, канцонетты и balletti Морли насчитывают более 100 названий.
Менее значителен вклад Морли в инструментальную музыку (сохранилось несколько фантазий и танцевальных пьес для лютни и клавесина, а также сборник аранжировок для консорта). Морли также писал музыку для англиканского богослужебного оффиция (в т.ч. заупокойного) — антемы (всего около 20), мотеты, респонсории, псалмы.
Морли — автор трактата «Простое и доступное введение в практическую музыку» (англ. A Plaine and Easie Introduction to  Practicall Musicke, 1597), который приобрёл большую популярность в Англии уже в начале XVII века. Написанная живым языком с юмором, книга Морли явно нацелена на широкую «демократическую» аудиторию. О предметах «практической музыки» (т.е. о том, как читать, исполнять и сочинять музыку) повествует строгий зануда, учитель Гнорим (Gnorimus), которого поддразнивают два не очень прилежных ученика. Трактат состоит из трёх частей и содержит учение о нотации (часть I), двухголосном контрапункте (часть II) и развитых формах многоголосной музыки (часть III). Изложение серьёзных теоретических тем (с ясно ощущаемой опорой на гармонию Царлино) перемежается лирическими отступлениями, в которых Морли излагает собственный взгляд на эстетику современной ему музыки (особенно в третьей части). В учебнике полностью отсутствует традиционное учение о ладах (церковных тонах); судя по учебным предписаниям и нотным примерам, Морли представляет себе многоголосие уже как (ранне)тональное, с цифрованным басом, мелодией и аккомпанементом (хотя, как теоретическая концепция, эта точка зрения прямо нигде не постулируется).

## Издания сочинений
- A Plaine and Easie Introduction to Practicall Musicke. London, 1597; ed. R.A. Harman. London, 1952.